# Eduard Kenkel
Eduard Kenkel (* 24. Juni 1876 in Tilsit; † 1945 bei Eckernförde) war ein deutscher Journalist und Politiker (DNVP).

## Leben
Nach dem Besuch der Dorfschule erhielt Kenkel Privatunterricht. Er durchlief die Präparandenanstalt und besuchte das evangelische Prediger- und Missionsseminar in Berlin. Durch Adolf Stöcker und Friedrich Naumann angeregt, wurde er 1894 Mitglied der Christlich-sozialen Partei. Er war ein Jahr lang als Fabrikarbeiter in Berlin tätig, wurde Redakteur und arbeitete als Korrektor, Berichterstatter und in kaufmännischer Tätigkeit für Berliner und Dresdener Zeitungsverlage, zuletzt in leitender Funktion.
Als zu Beginn des Ersten Weltkriegs russische Armeen in Ostpreußen einfielen, nahm sich Kenkel der ostpreußischen Flüchtlinge an. Er war von 1914 bis 1915 ehrenamtlicher Geschäftsführer der Gesellschaft der Freunde ostpreußischer Flüchtlinge und Erster Vorsitzender des Ausschusses der ostpreußischen Flüchtlinge. Außerdem war er Veranstalter der revanchistischen „Ostpreußenversammlungen“ in Berlin. In drei Jahrgängen gab er die Zeitschrift Ostpreußische Heimat heraus. 1916 wurde er als Pressechef ins Kriegswucheramt berufen. Nach der Novemberrevolution schied er aus dem Staatsdienst aus. In der Folgezeit veröffentlichte er konterrevolutionäre Schriften.
In der Weimarer Republik gehörte er 1919 in Königsberg zu den Gründern der Deutschnationalen Volkspartei und wurde Vorstandsmitglied des DNVP-Landesverbandes Preußen. Er war Stadtverordneter von Ostpreußens Provinzialhauptstadt. Von Januar 1919 bis 1921 und von 1927 bis Ende 1931 war er Chefredakteur der Ostpreußischen Zeitung. Er war ständiger Mitarbeiter nationaler Zeitungen und gehörte seit 1920 dem Vorstand des Verbandes der ostpreußischen Presse an. Von 1924 bis 1925 gab er das Altpreußische Wochenblatt heraus. Seine journalistische Tätigkeit unterbrach er von März 1921 bis Oktober 1924, als er als Presseberater für die ostpreußischen Firmen des Stinnes-Konzerns und als Handelsbevollmächtigter für die Ostpreußische Maschinengesellschaft fungierte.
Kenkel wurde im Dezember 1924 als Abgeordneter in den Preußischen Landtag gewählt, dem er ohne Unterbrechung bis zur Auflösung der Körperschaft am 14. Oktober 1933 angehörte. Im Parlament vertrat er den Wahlkreis 1 (Königsberg).
Kenkel war Freimaurer und ab 1919 Mitglied der Königsberger Loge Zum Todtenkopf und Phoenix.